# Irene von Thessaloniki († 310)
Irene von Thessaloniki oder Irene von Konstantinopel (auch Hirene; * im 3. Jahrhundert in Thessaloniki, Griechenland; † 310 ebenda) war eine Märtyrin des frühen Christentums. Viel ist über das Leben Irenes nicht überliefert. Der Überlieferung zufolge erlitt sie in der Christenverfolgung unter Kaiser Licinius das Martyrium. Zur Unterscheidung von der geweihten Jungfrau und Märtyrin Irene, der Schwester der Jungfrauen Agape und Chione, die zusammen in Thessaloniki verbrannt wurden, nennt man sie auch Irene von Konstantinopel.
Im Menologion von Basileios II. aus dem 10. Jahrhundert wird berichtet, dass Irene die Tochter des Kaisers Licinius war, die bei der Geburt Penelope genannt wurde und im Alter von sechs Jahren von ihrem Vater in einem Turm, der von dreizehn Dienern bewacht war, eingesperrt wurde. Der Grund dafür war ihre Schönheit. Licinius umgab Penelope mit heidnischen Götzenbildern, die sie nach ihrer Bekehrung zum Christentum vernichtete. Sie wurde von Timotheus, einem Jünger des heiligen Paulus, auf den Namen Irene getauft. Licinius war so wütend, dass er sie an ein wildes Pferd band, um sie zu töten. Irene überlebte, aber Licinius starb an den Folgen eines Pferdebisses in die Hand. Irene betete für ihren Vater, der wieder zum Leben erweckt wurde. Dieses Ereignis führte zu einer Massenkonvertierung, auf die der römische Statthalter Ampelianus mit der Gefangennahme Irenes reagierte. Sie wurde zum Tod durch Enthauptung verurteilt und am 5. Mai hingerichtet.

## Verehrung
Die Reliquien Irenes gelangten im 13. Jahrhundert nach Lecce in Apulien. Die Verehrung Irenes breitete sich vor allem in Konstantinopel aus, wo es später fünf ihr geweihte Kirchen gab. Ihr Gedenktag ist in der Liturgie der katholischen Kirche und der orthodoxen Kirche der 5. Mai. Irene ist die Patronin der Jungfrauen und Dienstmägde.
Die Heilige Irene war bis 1656 die Schutzpatronin von Lecce. Danach wurde sie durch den Heiligen Oronzo ersetzt, dem die Heilung des Volkes von Salento von der Pest zugeschrieben wurde. 1609 veröffentlichte der Jesuit Antonio Beatillo die Geschichte des Lebens und des Kultes der Heiligen Irene in zwei Bänden, die zur Verbreitung des Kultes der Märtyrerin im ganzen Königreich Neapel beitrug. Ihr wird auch der Schutz vor Blitzgefahr zugeschrieben.
Die Heilige Irene wurde auch Schutzpatronin von Stadt und Diözese Altamura, von Erchie bei Brindisi und bis 1904 von Fragagnano. Sie ist seit 1719 Schutzpatronin der Stadt Neapel. Ihre Büste aus Silber wird im Schatz von San Gennaro aufbewahrt. Sie gilt auch als Beschützerin der Pfarreien Trentinara, Magliano Nuovo, Massicelle, Castellabate und Montano Antilia, alle in der Provinz Salerno im Bistum Vallo della Lucania. In diese Pfarreien kam der Kult im 18. Jahrhundert nach dem Beispiel der Hauptstadt des Königreichs Neapel an. Da sich diese Orte an höheren Standpunkten befinden, brauchten die Bewohner besonderen Schutz vor der Gefahr des Blitzes. Die berühmte Insel Santorin in Griechenland hat ihren Namen von Sant’Irene.